# Irena Albrecht
Irena Albrecht-Karlikowska (ur. 7 kwietnia 1943 w Sopocie) – polska altowiolistka, profesor sztuk muzycznych.

## Życiorys
Ukończyła Państwowe Liceum Muzyczne w Gdańsku w 1962 roku. Ukończyła studia w klasie altówki u Mieczysława Śmilgina na Akademii Muzycznej w Gdańsku w 1968 roku. Wzięła udział w letnim kursie mistrzowskim w Weimarze u Pála Lukácsa. W 1971 roku rozpoczęła pracę w Średniej Szkole Muzycznej w Toruniu. Ukończyła studia podyplomowe u Pála Lukácsa na Uniwersytecie Muzycznym im. Ferenca Liszta w Budapeszcie w latach 1974–1975. Od 1977 roku prowadziła klasę altówki na Akademii Muzycznej w Gdańsku. W 1980 roku przeprowadziła przewód kwalifikacyjny I stopnia i w tymże roku została adiunktem. W 1981 roku grała w orkiestrze Teatro Comunale di Firenze pod batutą Riccarda Mutiego. Prowadziła Mistrzowskie Kursy Muzyczne w Łańcucie w 1985 roku oraz w latach 1990–2004. W 1987 roku została docentem. W 1988 roku przeprowadziła przewód kwalifikacyjny II stopnia w zakresie gry na altówce. 24 kwietnia 1996 roku uzyskała tytuł profesora sztuk muzycznych. Pracowała jako profesor zwyczajny na Akademii Muzycznej im. Stanisława Moniuszki w Gdańsku, gdzie nauczała gry na altówce. Uczyli się u niej m.in. Anna Barańska, Piotr Bertling, Agata Józefowicz, Krzysztof Komendarek-Tymendorf, Małgorzata Kowalska, Joanna Kravchenko, Emilia Miechowicz, Marcin Nałęcz-Niesiołowski, Maciej Sionkowski. Występowała i uczestniczyła w nagraniach z Capella Bydgostiensis (solista kameralista w latach 1968–1981), Filharmonią Bałtycką (do 1995 roku), orkiestrą Wojciecha Rajskiego. Koncertowała z pianistką Emilią Grażyńską. Była jurorką m.in. w Ogólnopolskim Konkursie Altówkowym imienia Jana Rakowskiego, Międzynarodowym Konkursie Instrumentów Smyczkowych w Elblągu oraz w Ogólnopolskich Przesłuchań Skrzypków i Altowiolistów SM II stopnia.

## Odznaczenia
- Złoty Krzyż Zasługi (1 grudnia 2010)[15]
- Srebrny Krzyż Zasługi (21 września 2001)[16]
- Brązowy Medal „Zasłużony Kulturze Gloria Artis” (11 czerwca 2014)[17]

## Nagrody
- Nagroda Prezydenta Miasta Gdańska w Dziedzinie Kultury z okazji jubileuszu 50-lecia pracy artystycznej i 35-lecia pracy dydaktycznej (2012)[18]